# Карл VII (император Священной Римской империи)
Карл VII Альбрехт (нем. Karl VII. Albrecht; 6 августа 1697[…], Брюссель, Испанские Нидерланды — 20 января 1745[…], Мюнхен) — курфюрст Баварии (под именем Карл Альбрехт) с 26 февраля 1726 года. Во время войны за австрийское наследство — король Чехии (с 7 декабря 1741 года) и император Священной Римской империи (с 24 января 1742 года).

## До избрания императором
Сын Максимилиана II Эммануила, курфюрста баварского из династии Виттельсбахов (на момент рождения сына — наместника Испанских Нидерландов). По матери — внук польского короля Яна Собеского, потомок Станислава Жолкевского.
После завоевания баварских земель (1704 год) императором Иосифом I попал в плен.
Получил свободу по Раштаттскому миру (1713 год).
В 1717 году командовал баварской дивизией на войне с турками, отличился при взятии Белграда.
В 1731 году протестовал против прагматической санкции.

## Война за австрийское наследство
Смерть императора Карла VI (1740 год) заставила его снова выступить со своими притязаниями и вступить в союз с Францией и Испанией (1741 год). С французско-баварским войском Карл вошел в Верхнюю Австрию, занял Линц, принял титул эрцгерцога австрийского, затем взял в ноябре 1741 года ночным нападением Прагу и велел сословиям признать себя королём чешским.
Избранный 24 января 1742 года римским императором, он отправился во Франкфурт-на-Майне для коронации. Между тем австрийские войска снова завоевали Верхнюю Австрию и Чехию, заняли Баварию и взяли Мюнхен. Победы имперского генерала Секендорффа позволили Карлу вернуться в Мюнхен (1743), но вскоре австрийцы опять вторглись в Баварию, и император в июне того же года должен был снова оставить свою столицу. Когда его союзники, французы, были разбиты Георгом II Английским, союзником Марии-Терезии, при Деттингене (27 июня 1743 года) и оттеснены за Рейн, его спас лишь новый союз (Франкфуртская уния), заключённый 5 июня 1744 года с Фридрихом II, вторгшимся в Чехию и начавшим Вторую силезскую войну.
Австрийцы должны были оставить Баварию, но Карл VII возвратился в Мюнхен, только чтобы умереть. Он был вполне убеждён в своем праве на Австрию, но ему недоставало энергии для успешной борьбы за это право.
Через 3 месяца после его смерти, 22 апреля 1745 года между Австрией и Баварией был заключен Фюссенский мир, в соответствии с которым сын и наследник Карла Максимилиан III Иосиф признал Прагматическую санкцию и отказался от претензий на австрийское наследство, а Мария Терезия вывела войска из его владений и признала за покойным Карлом VII императорский титул.

## Семья
В 1722 году женился на Марии Амалии Австрийской (1701—1756), младшей дочери императора Иосифа I. Дети:
- Максимилиана (1723);
- Мария Антония (1724—1780), супруга курфюрста Саксонии Фридриха Кристиана;
- Тереза Бенедикта (1725—1743);
- Максимилиан III Иосиф (1727—1777), будущий курфюрст Баварии;
- Йозеф Людвиг (1728—1733);
- Мария Анна (1734—1776), супруга маркграфа Баден-Бадена Людвига Георга;
- Мария Йозефа (1739—1767), супруга императора Иосифа II.